# Yushania rigidula
Yushania rigidula là một loài thực vật có hoa trong họ Hòa thảo. Loài này được (E.G.Camus) Ohrnb. miêu tả khoa học đầu tiên năm 1997.